# パターン認識
パターン認識（パターンにんしき、英: Pattern recognition）は自然情報処理のひとつ。画像・音声などの雑多な情報を含むデータの中から、一定の規則や意味を持つ対象を選別して取り出す処理である。

## 概要
パターン認識には、音声データから人間の声を認識して取り出して命令として解釈する音声認識、画像データの中から文字を認識してテキストデータに変換する光学文字認識(OCR)、大量の文書情報の中から、特定のキーワードを認識して文書の検索を実施する全文検索システム、などの技術が含まれる。
人間の脳にとっては、幼児・児童の発達段階において知覚・言語能力を獲得していく上でごく自然に行われる過程でありながら、コンピュータ上で実現するには精度・速度どちらの面においてもある程度の困難を伴う。
近年、「認識とは、結局どのクラスに分類されるかという識別問題に帰着することができる」という立場の研究が、人工知能や統計の研究と融合して大きな成果をあげてきている。識別器としては非ルールベースの、ニューラルネットワーク、SVM（サポートベクターマシン）、k-近傍識別器、ベイズ分類などで、大量のデータから機械学習により識別パラメータを構成する手法が主流である。

## パターン認識の対象例
- 音声認識
- 文字認識 (OCR)
- 全文検索
- 画像認識（コンピュータビジョン）
- 図形（線画、立体図など各種）
- ジェスチャ認識
- 手話認識
- スケッチ認識

応用例
- 人の顔（個人、表情など）の認識
- 指紋、虹彩などを使った個人認証
- 自動運転
- 機械の故障の検出
- 橋、道路、上下水道の管などの異常の検出
- サイバー攻撃の検出
- 病気の自動診断
- 金融取引、商品先物取引（システムトレード、デイトレード、スイングトレード、裁定取引）

## さらに学ぶための文献
- 石井 健一郎, 前田 英作, 上田 修功, 村瀬 洋 「わかりやすいパターン認識」 オーム社 (1998年8月20日) ISBN 978-4-274-13149-3。 ※ 入門用の教科書。
- Christopher M. Bishop：Pattern Recognition and Machine Learning, Springer-Verlag (2006), ISBN 978-0-38731073-2 (中上級の教科書) サポートページ； Microsoftのサイトで書籍全体のpdfファイルが公開
  - 日本語版「パターン認識と機械学習 - ベイズ理論による統計的予測」シュプリンガー・ジャパン (2007-2008) 上巻：ISBN 978-4-43110013-3 下巻：ISBN 978-4-43110031-7 サポートページ
  - 日本語版「パターン認識と機械学習 - ベイズ理論による統計的予測」丸善出版 (2012) 上巻：ISBN 978-4-621-06122-0 下巻：ISBN 978-4-621-06124-4　※ シュプリンガー・ジャパンの書籍の再発行。
- 平井有三：「はじめての パターン認識」、森北出版、ISBN 978-4-627-84971-6 (2012年7月24日).
- 後藤正幸，小林学：「入門　パターン認識と機械学習」コロナ社（2014年4月30日）ISBN 978-4-339-02479-1 。
- 石井健一郎、土田修功：「続・わかりやすい パターン認識：教師なし学習入門」、オーム社、ISBN 978-4-274-21530-8 (2014年8月25日).　※ 1998年の書籍の続編。
- 石井健一郎、前田英作：「続々・わかりやすいパターン認識：線形から非線形へ」、オーム社、ISBN 978-4-274-22947-3 (2022年11月28日). ※ 1998年、2014年の書籍の続編。
- 平井有三：「はじめての パターン認識：ディープラーニング編」、森北出版、ISBN 978-4-627-85071-2 (2022年12月16日).　※ 2012年の書籍の続編。
- 多層ニューラルネットワークと自己組織化写像のアプリケーション